# Laila Ali
Laila Ali est une boxeuse américaine née le 30 décembre 1977 à Miami Beach, Floride.

## Biographie
Fille de Mohamed Ali et de Veronica Porche Anderson, Laila Ali est une boxeuse au fort tempérament comme son père, son nom attirant les foules dans les salles, faisant par la même occasion connaître la boxe féminine.Muhammad Ali a toujours affirmé ne pas aimer l’idée que sa Laila devienne boxeuse. Pour lui, c’était un parcours dangereux pour elle. Malgré les réticences de son père, Laila va continuer les entraînements.
Laila a fait ses débuts dans la boxe anglaise féminine, le 8 octobre 1999, en battant sévèrement son adversaire, Avril Fowler, après seulement 31 secondes dans le premier round.
Dans son dernier combat, le 3 février 2007, Laila a battu son adversaire, Gwendolyn O'Neal, en seulement 56 secondes. Le combat, qui s'est tenu à Johannesburg, en Afrique du Sud, a été suivi par Nelson Mandela.
Laila Ali prendra sa retraite pugilistique avec un palmarès de 24 victoires pour aucune défaite dont 21 par K.O.
En 2007, elle participe à la saison 4 de Dancing with the Stars, avec Maksim Chmerkovskiy comme partenaire. 
Laila Ali a aussi été la présentatrice du jeu télévisé American gladiators avec Hulk Hogan en 2008.
En 2012, elle participe à l'émission controversée de NBC Stars Earn Stripes.
En 2012, elle participe à l'émission Whose Line Is It Anyway?.
En 2016, elle participe à Celebrity Apprentice.
En 2019 elle participe à Masked Singer 2 US.

## Palmarès
- Championne du monde poids super moyens WIBA, IWBF, IBA et WBC et des mi-lourds WIBA
- Victorieuse de Jacqueline Frazier-Lyde[2]
- Palmarès : 24 combats et 24 victoires dont 21 avant la limite